# 須田準之助
須田 準之助（）は、日本の俳優。

## 人物
東宝の専属俳優。
ジャンルを問わず多くの作品に主に端役として出演していた。 
妻はスイス人女優の星ヘルタ。結婚後にスイスへ渡ったとされる。 

## 出演

### 映画
※ すべて東宝作品。
- 伊津子とその母（1954年） - 歯医者
- 坊ちゃん社員 前篇（1954年） - 改札係
- 君死に給うことなかれ（1954年）
- ゴジラシリーズ
  - ゴジラ（1954年） - 東海道線の運転手[3]
  - キングコング対ゴジラ（1962年） - パシフィック製薬社員[4]
- 囚人船（1956年） - 海上刑務所看守
- 空の大怪獣 ラドン（1956年） - 検死官[5][1]
- 憎いもの（1957年）
- サラリーマン出世太閤記（1957年）
- 二人だけの橋（1958年）
- 若い獣（1958年）
- 電送人間（1960年） - 記者 [6]
- 駄々っ子亭主 続姉さん女房（1960年） - カメラマンC
- モスラ（1961年） - 男A[5]（核センター職員[7]）
- 早乙女家の娘たち（1962年）
- あの娘に幸福を（1963年） - 試験官
- ホラ吹き太閤記（1964年） - 大工[注釈 1]
- 太平洋奇跡の作戦 キスカ（1965年） - 若葉艦長[要出典]
- 東宝8.15シリーズ
  - 日本のいちばん長い日（1967年） - 高橋武治（NHK報道部長）
  - 激動の昭和史 軍閥（1970年） - 宇垣纏
- 大日本スリ集団（1969年） - 奥村
- 野獣都市（1970年） - 重役C

### テレビ
- ウルトラQ 第25話「悪魔ッ子」（1966年、TBS） - 魔術団団員[4]（悲鳴を上げる男[3]）
- 昔三九郎 第10話「瓜ふたつ」（1968年、 NTV）

### 舞台
- お蝶夫人（1934年、日本楽劇協会金曜会） - 下男[8]
- ドン・ジュアン（1934年、日本楽劇協会金曜会） - ドン・アロンスの従者1[8]
- 上から下まで（1936年、日本楽劇協会金曜会） - パンデル氏[9]
- 五月の夜（1936年、日本楽劇協会金曜会） - 村の若者[9]
- ハムレット（1938年、新築地劇団） - ヴォルチマント[10]